# Japansk bambu
Japansk bambu (Pseudosasa japonica) är en gräsart som först beskrevs av Ernst Gottlieb von Steudel, och fick sitt nu gällande namn av Tomitaro Makino. Enligt såväl Catalogue of Life som Dyntaxa ingår Japansk bambu i släktet splitcanebambusläktet och familjen gräs. Det är osäkert om arten förekommer i Sverige. Inga underarter finns listade i Catalogue of Life.

## Bildgalleri

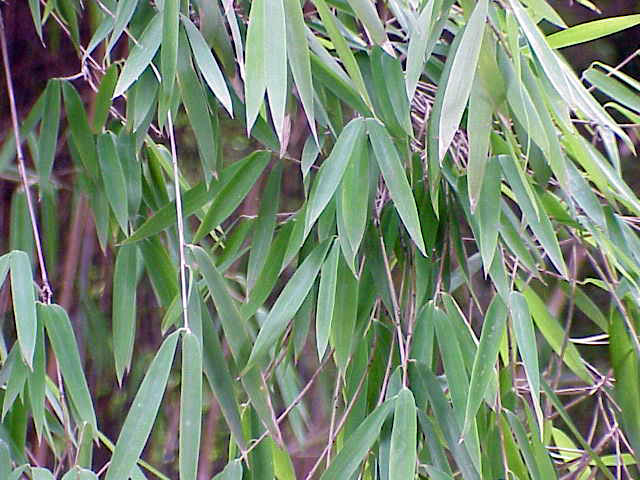
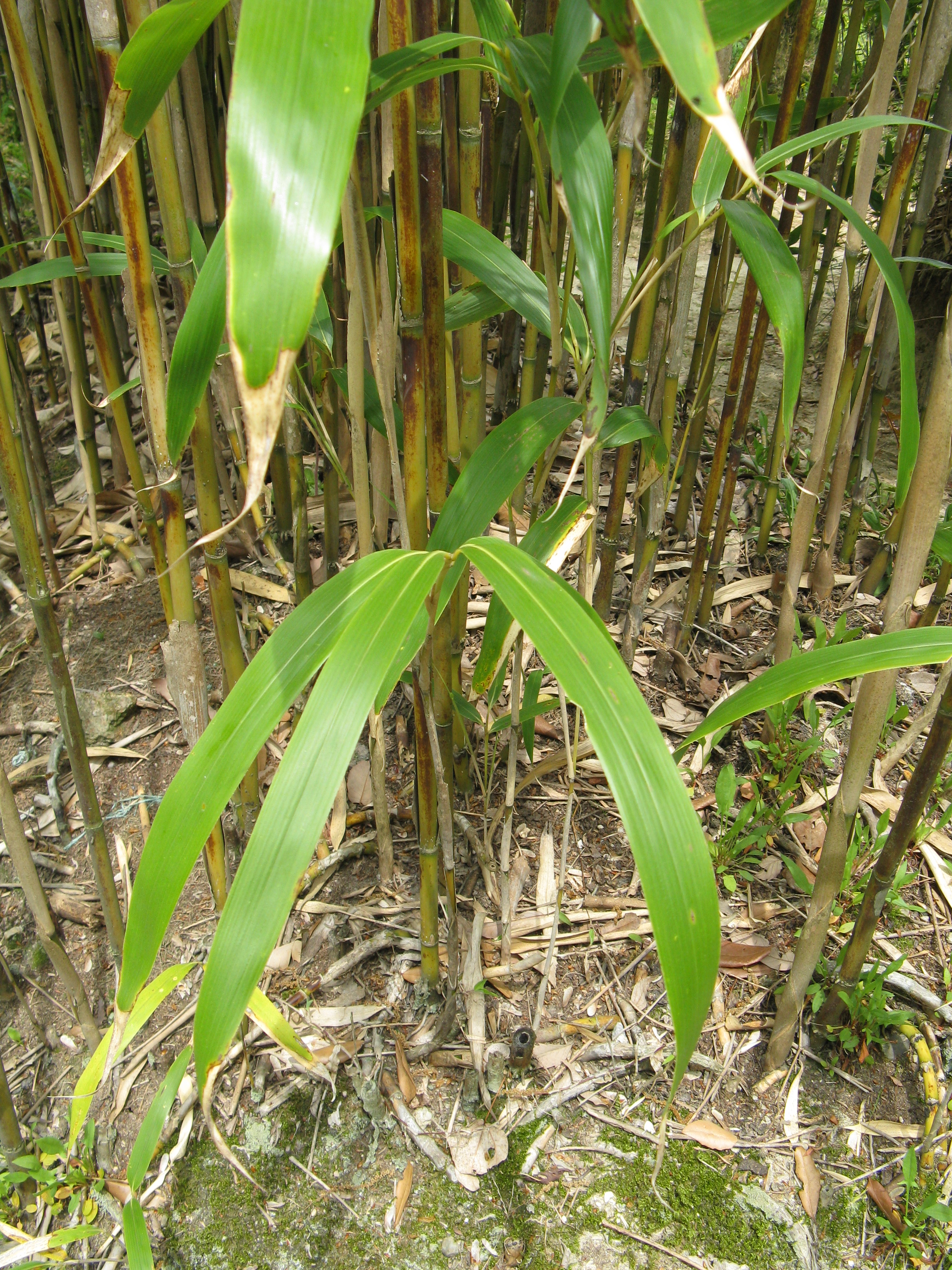
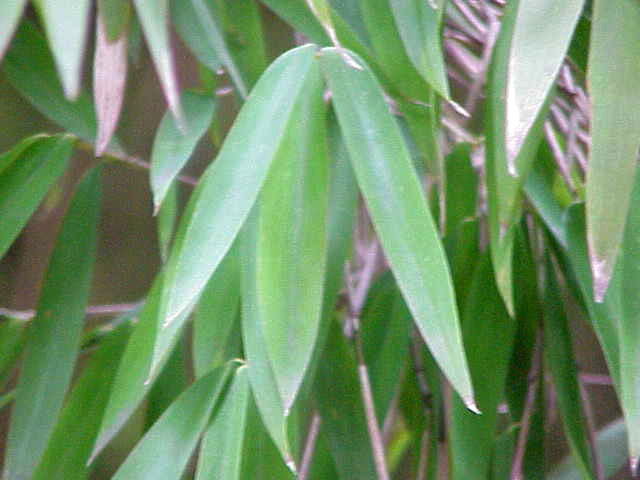
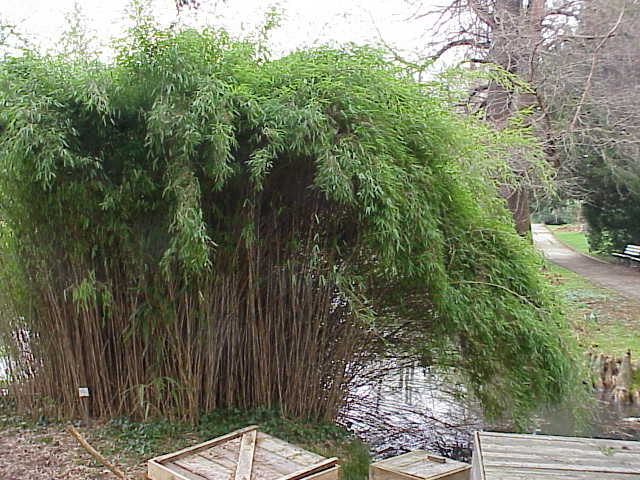
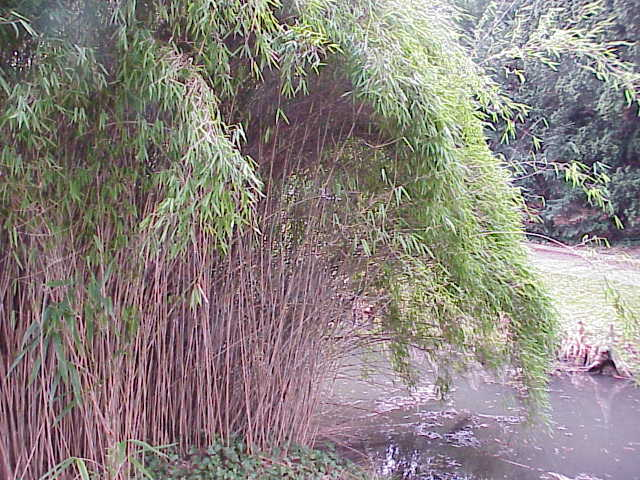
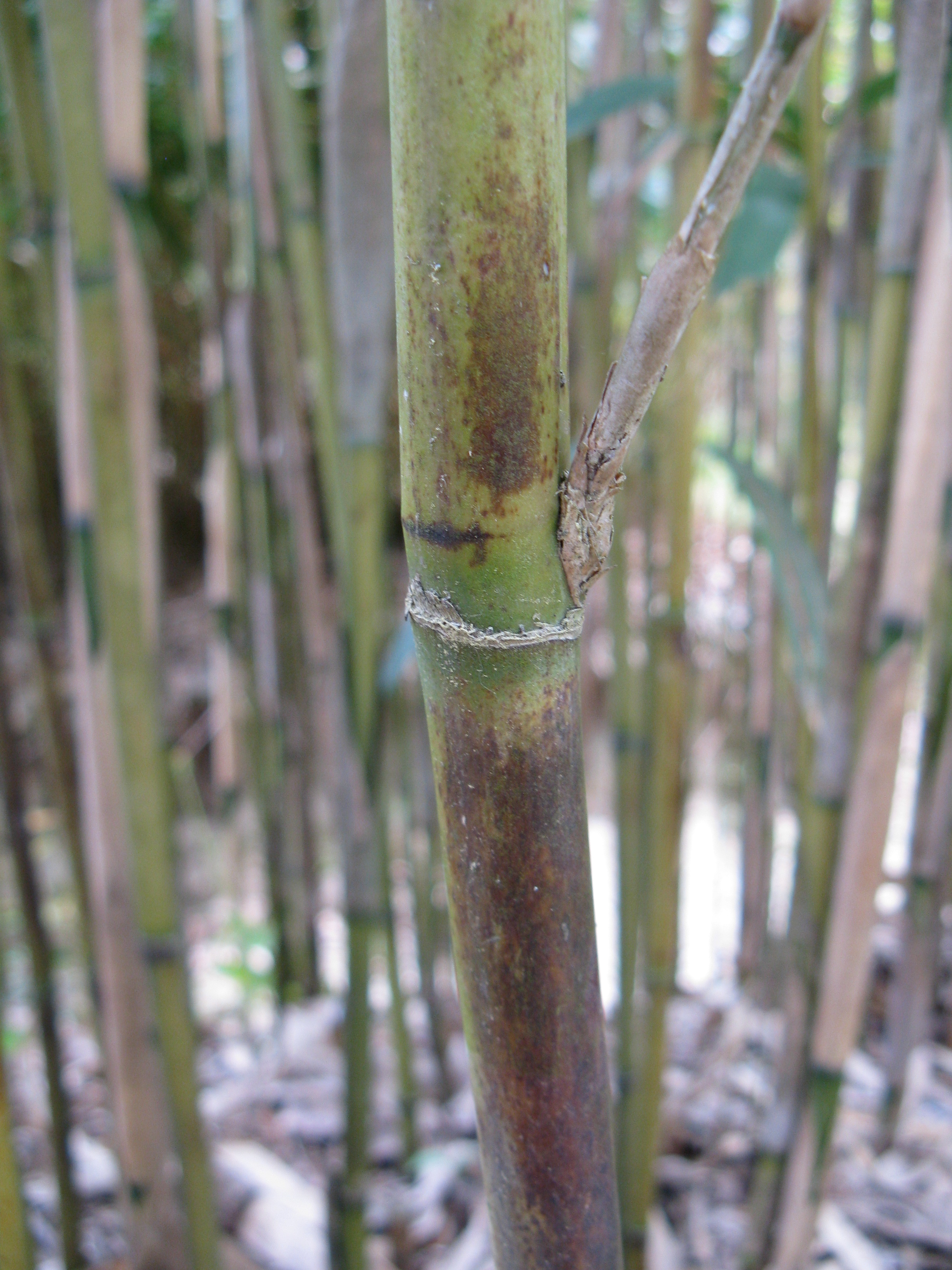